# 浙江按察使
浙江按察使，全稱為浙江等處提刑按察使司按察使，又稱浙江按察使司按察使。清朝正三品文官，是清代浙江省的刑名司法和驛傳吏治等事務的最高長官，駐紮在浙江的杭州府（今浙江省杭州市），受浙江巡撫和閩浙總督管轄。管理底下的十一府、一直隸廳（共計三廳、一州、七十五縣）的官員。
順治二年十一月三十日（1646年1月16日），調直隸井陘道副使劉自紘，為浙江按察使司副使、管按察使事。末代浙江按察使為李傳元。

## 收入
順治十三年（1656年）議定官員薪俸後，浙江按察使的年俸為正三品的俸銀和俸米。而後到了雍正初年的養廉銀制度及之後的一系列更動中規定了浙江按察使的養廉銀為每年白銀4000兩。

## 屬員
- 經歷1人[3]
- 正八品照磨1人[3]
- 正八品司獄1人[3]

## 歷任浙江按察使
| 任職者 | 任期              | 出身            | 旗籍       | 接任前官職                      | 卸任後官職                      | 備註                                                        |
| ------ | ----------------- | --------------- | ---------- | ------------------------------- | ------------------------------- | ----------------------------------------------------------- |
| 劉自紘 | 順治2年-順治5年   | 崇禎七年 進士   |            | 井陘道道員                      | 湖廣布政使司參政， 管布政使事   | 浙江按察使司副使、管按察使事                                |
| 王瑨   | 順治5年-順治6年   |                 |            | 陝西西安道道員                  |                                 |                                                             |
| 佟國器 | 順治6年-順治7年   |                 | 漢軍正藍旗 | 浙江嘉湖兵備道                  | 福建布政使司右參政， 管布政使事 |                                                             |
| 熊維傑 | 順治8年-順治10年  |                 | 漢軍鑲紅旗 | 分巡冀寧道                      |                                 |                                                             |
| 李日芳 | 順治11年          | 崇禎七年舉人    |            | 陝西按察使司副使， 分巡西寧道   | 浙江右布政使                    |                                                             |
| 陳喆   | 順治11年-順治12年 |                 |            | 冀南道參政                      |                                 |                                                             |
| 王無咎 | 順治12年-順治13年 | 順治三年 進士   |            | 內翰林弘文院侍讀學士            | 江南右布政使                    | 庶吉士出身                                                  |
| 錢朝鼎 | 順治13年-順治15年 | 順治四年 進士   |            | 廣東提學道                      | 都察院左副都御史                |                                                             |
| 毛一麟 | 順治15年-順治16年 | 貢生            |            | 山東布政使司參政， 山東青登萊道 | 江南右布政使                    |                                                             |
| 冀如錫 | 順治16年-順治17年 | 順治四年 進士   |            | 河南布政使司參政， 汝南道       | 太常寺卿                        |                                                             |
| 萬全   | 順治17年          |                 |            | 陝西布政使司參政， 分守關西道   | 雲南右布政使                    |                                                             |
| 宋琬   | 順治17年-順治18年 | 順治四年 進士   |            | 浙江寧紹台道                    | 四川按察使                      | 一代詩宗、清八大詩家之一 南施北宋、燕臺七子、清朝六大家之一 |
| 法若真 | 順治18年-康熙2年  | 順治三年 進士   |            | 福建布政使司參政， 分守福寧道   | 湖廣右布政使                    |                                                             |
| 馮瑾   | 康熙2年-康熙5年   |                 |            | 浙江布政使司參政， 分巡寧紹道   |                                 |                                                             |
| 羅森   | 康熙5年-康熙6年   | 順治四年 進士   |            | 江南巡驛道                      | 陝西右布政使                    |                                                             |
| 金維藩 | 康熙6年-康熙12年  |                 | 漢軍正黃旗 | 禮部郎中                        | 廣東按察使司僉事， 廣東南韶道   |                                                             |
| 郭之培 | 康熙12年-康熙14年 | 順治六年 進士   |            | 陜西漢興道                      |                                 |                                                             |
| 張登選 | 康熙14年-康熙16年 |                 | 漢軍正藍旗 | 江南淮揚道                      | 斬監候                          |                                                             |
| 王日藻 | 康熙18年-康熙19年 | 順治十二年 進士 |            | 河南河道                        | 江西布政使                      |                                                             |
| 教化新 | 康熙19年-康熙23年 | 廕生            | 滿洲正紅旗 | 陝西按察使司副使， 陜西督糧道   | 廣西布政使                      |                                                             |
| 佟國佐 | 康熙23年-康熙27年 | 官生            | 漢軍正藍旗 | 陝西潼商道                      | 湖北布政使                      |                                                             |
| 卞永譽 | 康熙27年-康熙28年 | 監生            | 漢軍鑲紅旗 | 江蘇按察使                      | 浙江布政使                      |                                                             |
| 馬如龍 | 康熙28年-康熙29年 | 康熙十一年舉人  |            | 杭州府知府                      | 浙江布政使                      |                                                             |
| 孫允恭 | 康熙29年-康熙30年 | 順治六年 進士   |            | 浙江金衢道                      |                                 |                                                             |
| 孟卜   | 康熙30年-康熙34年 | 順治五年舉人    |            | 直隸通永道                      |                                 |                                                             |
| 高拱乾 | 康熙34年-康熙37年 | 廕生            |            | 福建分巡臺廈道兼提督學政        |                                 |                                                             |
| 準     | 康熙37年-康熙39年 | 廕生            |            | 直隸總理錢穀守道                | 四川布政使                      | 因丁父憂去職                                                |
| 嗣昌   | 康熙40年-康熙41年 | 廕生            | 漢軍正白旗 | 山東按察使                      |                                 |                                                             |